# Śląsk Świętochłowice
Śląsk Świętochłowice ist ein polnischer Fußballverein aus Świętochłowice in der Woiwodschaft Schlesien. Der Verein verbrachte drei Spielzeiten in Polens höchster Liga, der Ekstraklasa.

## Geschichte
Śląsk Świętochłowice wurde am 20. Februar 1920 im damals deutschen Schwientochlowitz gegründet. Sein erstes Spiel bestritt der Verein gegen Polonia Bytom, das mit 2:1 gewonnen wurde. Der Verein qualifizierte sich für die oberschlesische Klasa A 1921, die Saison wurde aber wegen des Dritten Schlesischen Aufstandes nicht zu Ende gespielt. Nachdem ganz Ostoberschlesien infolge der Volksabstimmung in Oberschlesien zu Polen kam, schlossen sich die Spieler des deutschen Vereins SV 1913 Schwientochlowitz Śląsk an. Zur Saison 1928 stieg der Verein in die erst ein Jahr zuvor gegründete Ekstraklasa auf, nachdem man vorher zwischen Klasa A und Klasa B auf- und abstieg. Der Aufstieg in Polens höchste Spielklasse überforderte den Verein finanziell und sportlich, auch aufgrund der langen Anreisen zu den Auswärtsspielen, sodass man als Vorletzter, nur vor TKS Toruń, direkt wieder abstieg.
Nach mehreren Jahren im oberen Mittelfeld der oberschlesischen Klasa A belegte Śląsk 1934 den ersten Platz und qualifizierte sich damit für die Aufstiegsspiele, in denen der Verein sich gegen Naprzód Lipiny und Śmigły Wilno durchsetzte. In der Saison 1935 konnte der Verein, der dieses Mal deutlich konkurrenzfähiger war als 1928, viele bekannte Vereine wie Polonia Warschau, KS Cracovia, Warta Poznań und KS Warszawianka schlagen. Am Ende der Saison stand man auf dem fünften Platz, das beste Ergebnis der Vereinsgeschichte.
In der folgenden Saison konnte man jedoch nicht an die Leistungen der Vorsaison anknüpfen und stieg als Neunter wieder in die Klasa A ab. Später stellte sich jedoch heraus, dass der Achtplatzierte, Dąb Katowice, den Torhüter von Śląsk bestochen hatte, um den eigenen Klassenerhalt zu sichern. Dafür wurde der Verein zum Zwangsabstieg verurteilt und Śląsk bekam nach der Saison 1937, die sie als Fünfter beendeten, obwohl sie nur die Hälfte der Spiele bestritten, die Chance, außerplanmäßig an den Aufstiegsspielen teilzunehmen. Man scheiterte jedoch bereits in der ersten Runde.
In der Saison 1938 wurde man Erster, nahm allerdings aus finanziellen Gründen nicht an den Aufstiegsspielen teil. Auch in der folgenden Saison belegte man den ersten Rang, dieses Mal nahm der Verein an den Spielen um den Aufstieg teil und setzte sich in der Qualifikation durch. Durch den Ausbruch des Zweiten Weltkriegs kam jedoch der polnische Fußball zum Erliegen. Einige Spieler traten für den deutschen Verein TuS Schwientochlowitz an. 
Nach dem Ende des Krieges wurde der Verein im wieder polnischen Świętochłowice reaktiviert und qualifizierte sich für die zweite Gruppe der Klasa A. 1949 stieg der Verein aus der Klasa A ab und spielte seitdem nur noch in unterklassigen regionalen Ligen. In diesem Jahrtausend war die höchste Spielklasse die vierthöchste Spielklasse, die 3. Liga. Heute spielt der Verein in der fünftklassigen 4. Liga.

## Erfolge
- 5. Platz in der Ekstraklasa: 1935
- Oberschlesischer Meister: 1927, 1934, 1938, 1939